# Джеймс Оуенс
Джеймс Оуенс (на английски: James W. Owens) е CEO и председател на съвета на директорите на американската компания „Катерпилар“, най-големия производител на минна и строителна екипировка, селскостопанска и транспортна техника в света.
В компанията работи от 1972 година. Заема длъжността председател на СД от 1 февруари 2004 г., преди това в продължение на 8 години е заместник-председател на СД на компанията.
Член е на съветите на директорите на още няколко от най-крупните компании в света: IBM, Алкоа (Alcoa), FM Global Insurance Company.